# Discestra mendica
Discestra mendica är en fjärilsart som beskrevs av Otto Staudinger 1894. Discestra mendica ingår i släktet Discestra och familjen nattflyn. Inga underarter finns listade i Catalogue of Life.